# Convenção Batista Internacional
A Convenção Batista Internacional (em inglês:   International Baptist Convention) é uma associação cristã evangélica internacional de Igrejas batistas de língua inglesa. A sede está localizada em Frankfurt, Alemanha. Ela é afiliada à Aliança Batista Mundial.

## História
A Convenção Batista Internacional tem suas origens na "Associação de Batistas da Europa Continental" fundada em 1959 pela Igreja Batista Immanuel em Wiesbaden e pela Igreja Batista Internacional Bethel em Frankfurt na Alemanha.  O objetivo era oferecer serviços em inglês para estrangeiros. Algumas igrejas das Ilhas Britânicas aderiram à Associação em 1964 e ela ficou conhecida como Convenção Batista Europeia. Em 2003, por acolher igrejas membros de fora da Europa, recebeu o nome de “Convenção Batista Internacional”. De acordo com um censo da associação, em 2023 ela disse que tinha 63 igrejas e 5,429 membros,  em 25 países. 